# Liga I 2010-2011
Sezonul 2010-2011 al Ligii I (cunoscută și sub numele de Liga 1 Bergenbier din motive de sponsorizare) a fost cea de-a 93-a ediție a Campionatului de Fotbal al României, și a 73-a de la introducerea sistemului divizionar. A început la data de 24 iulie 2010 și s-a terminat la data de 21 mai 2011. Echipa Oțelul Galați a devenit campioană pentru prima oară în istoria sa. Au retrogradat în Liga a II-a: FC Timișoara, Gloria Bistrița, Universitatea Craiova, Victoria Brănești și Unirea Urziceni, ultimele două chiar desființându-se.

## Echipe

### Stadioane
| FC Timișoara               | Steaua București | FC U Craiova | CFR Cluj                 |
| -------------------------- | --- | --- | ------------------------ |
| Dan Păltinișanu            | Steaua | Ion Oblemenco | Dr. Constantin Rădulescu |
| Capacitate: 32.972         | Capacitate: 28.365 | Capacitate: 25.252 | Capacitate: 23.500       |
|                            | | |                          |
| Pandurii Târgu Jiu         | Victoria Brănești | Dinamo București | Oțelul Galați            |
| Municipal                  | Municipal | Dinamo | Oțelul                   |
| Capacitate: 20.054         | Capacitate: 18.000 | Capacitate: 15.032 | Capacitate: 13.500       |
|                            | | |                          |
| Rapid București            | BucureștiAstraBrașovCFRUniversitateaGaz MetanGloriaOțelulPanduriiTârgu MureșTimișoaraUrziceniUniversitateaVasluiVictoriaEchipele din București: · Dinamo · Rapid · Sportul · SteauaLiga I 2010-2011 (România) DinamoRapidSportulSteaua Locația echipelor din București. | BucureștiAstraBrașovCFRUniversitateaGaz MetanGloriaOțelulPanduriiTârgu MureșTimișoaraUrziceniUniversitateaVasluiVictoriaEchipele din București: · Dinamo · Rapid · Sportul · SteauaLiga I 2010-2011 (România) DinamoRapidSportulSteaua Locația echipelor din București. | Sportul Studențesc       |
| Giulești-Valentin Stănescu | BucureștiAstraBrașovCFRUniversitateaGaz MetanGloriaOțelulPanduriiTârgu MureșTimișoaraUrziceniUniversitateaVasluiVictoriaEchipele din București: · Dinamo · Rapid · Sportul · SteauaLiga I 2010-2011 (România) DinamoRapidSportulSteaua Locația echipelor din București. | BucureștiAstraBrașovCFRUniversitateaGaz MetanGloriaOțelulPanduriiTârgu MureșTimișoaraUrziceniUniversitateaVasluiVictoriaEchipele din București: · Dinamo · Rapid · Sportul · SteauaLiga I 2010-2011 (România) DinamoRapidSportulSteaua Locația echipelor din București. | Regie                    |
| Capacitate: 11.704         | BucureștiAstraBrașovCFRUniversitateaGaz MetanGloriaOțelulPanduriiTârgu MureșTimișoaraUrziceniUniversitateaVasluiVictoriaEchipele din București: · Dinamo · Rapid · Sportul · SteauaLiga I 2010-2011 (România) DinamoRapidSportulSteaua Locația echipelor din București. | BucureștiAstraBrașovCFRUniversitateaGaz MetanGloriaOțelulPanduriiTârgu MureșTimișoaraUrziceniUniversitateaVasluiVictoriaEchipele din București: · Dinamo · Rapid · Sportul · SteauaLiga I 2010-2011 (România) DinamoRapidSportulSteaua Locația echipelor din București. | Capacitate: 10.020       |
|                            | BucureștiAstraBrașovCFRUniversitateaGaz MetanGloriaOțelulPanduriiTârgu MureșTimișoaraUrziceniUniversitateaVasluiVictoriaEchipele din București: · Dinamo · Rapid · Sportul · SteauaLiga I 2010-2011 (România) DinamoRapidSportulSteaua Locația echipelor din București. | BucureștiAstraBrașovCFRUniversitateaGaz MetanGloriaOțelulPanduriiTârgu MureșTimișoaraUrziceniUniversitateaVasluiVictoriaEchipele din București: · Dinamo · Rapid · Sportul · SteauaLiga I 2010-2011 (România) DinamoRapidSportulSteaua Locația echipelor din București. |                          |
| FC Vaslui                  | BucureștiAstraBrașovCFRUniversitateaGaz MetanGloriaOțelulPanduriiTârgu MureșTimișoaraUrziceniUniversitateaVasluiVictoriaEchipele din București: · Dinamo · Rapid · Sportul · SteauaLiga I 2010-2011 (România) DinamoRapidSportulSteaua Locația echipelor din București. | BucureștiAstraBrașovCFRUniversitateaGaz MetanGloriaOțelulPanduriiTârgu MureșTimișoaraUrziceniUniversitateaVasluiVictoriaEchipele din București: · Dinamo · Rapid · Sportul · SteauaLiga I 2010-2011 (România) DinamoRapidSportulSteaua Locația echipelor din București. | Astra Ploiești           |
| Municipal                  | BucureștiAstraBrașovCFRUniversitateaGaz MetanGloriaOțelulPanduriiTârgu MureșTimișoaraUrziceniUniversitateaVasluiVictoriaEchipele din București: · Dinamo · Rapid · Sportul · SteauaLiga I 2010-2011 (România) DinamoRapidSportulSteaua Locația echipelor din București. | BucureștiAstraBrașovCFRUniversitateaGaz MetanGloriaOțelulPanduriiTârgu MureșTimișoaraUrziceniUniversitateaVasluiVictoriaEchipele din București: · Dinamo · Rapid · Sportul · SteauaLiga I 2010-2011 (România) DinamoRapidSportulSteaua Locația echipelor din București. | Astra                    |
| Capacitate: 9.240          | BucureștiAstraBrașovCFRUniversitateaGaz MetanGloriaOțelulPanduriiTârgu MureșTimișoaraUrziceniUniversitateaVasluiVictoriaEchipele din București: · Dinamo · Rapid · Sportul · SteauaLiga I 2010-2011 (România) DinamoRapidSportulSteaua Locația echipelor din București. | BucureștiAstraBrașovCFRUniversitateaGaz MetanGloriaOțelulPanduriiTârgu MureșTimișoaraUrziceniUniversitateaVasluiVictoriaEchipele din București: · Dinamo · Rapid · Sportul · SteauaLiga I 2010-2011 (România) DinamoRapidSportulSteaua Locația echipelor din București. | Capacitate: 9.000        |
|                            | BucureștiAstraBrașovCFRUniversitateaGaz MetanGloriaOțelulPanduriiTârgu MureșTimișoaraUrziceniUniversitateaVasluiVictoriaEchipele din București: · Dinamo · Rapid · Sportul · SteauaLiga I 2010-2011 (România) DinamoRapidSportulSteaua Locația echipelor din București. | BucureștiAstraBrașovCFRUniversitateaGaz MetanGloriaOțelulPanduriiTârgu MureșTimișoaraUrziceniUniversitateaVasluiVictoriaEchipele din București: · Dinamo · Rapid · Sportul · SteauaLiga I 2010-2011 (România) DinamoRapidSportulSteaua Locația echipelor din București. |                          |
| FC Brașov                  | BucureștiAstraBrașovCFRUniversitateaGaz MetanGloriaOțelulPanduriiTârgu MureșTimișoaraUrziceniUniversitateaVasluiVictoriaEchipele din București: · Dinamo · Rapid · Sportul · SteauaLiga I 2010-2011 (România) DinamoRapidSportulSteaua Locația echipelor din București. | BucureștiAstraBrașovCFRUniversitateaGaz MetanGloriaOțelulPanduriiTârgu MureșTimișoaraUrziceniUniversitateaVasluiVictoriaEchipele din București: · Dinamo · Rapid · Sportul · SteauaLiga I 2010-2011 (România) DinamoRapidSportulSteaua Locația echipelor din București. | Târgu Mureș              |
| Silviu Ploeșteanu          | BucureștiAstraBrașovCFRUniversitateaGaz MetanGloriaOțelulPanduriiTârgu MureșTimișoaraUrziceniUniversitateaVasluiVictoriaEchipele din București: · Dinamo · Rapid · Sportul · SteauaLiga I 2010-2011 (România) DinamoRapidSportulSteaua Locația echipelor din București. | BucureștiAstraBrașovCFRUniversitateaGaz MetanGloriaOțelulPanduriiTârgu MureșTimișoaraUrziceniUniversitateaVasluiVictoriaEchipele din București: · Dinamo · Rapid · Sportul · SteauaLiga I 2010-2011 (România) DinamoRapidSportulSteaua Locația echipelor din București. | Trans-Sil                |
| Capacitate: 8.800          | BucureștiAstraBrașovCFRUniversitateaGaz MetanGloriaOțelulPanduriiTârgu MureșTimișoaraUrziceniUniversitateaVasluiVictoriaEchipele din București: · Dinamo · Rapid · Sportul · SteauaLiga I 2010-2011 (România) DinamoRapidSportulSteaua Locația echipelor din București. | BucureștiAstraBrașovCFRUniversitateaGaz MetanGloriaOțelulPanduriiTârgu MureșTimișoaraUrziceniUniversitateaVasluiVictoriaEchipele din București: · Dinamo · Rapid · Sportul · SteauaLiga I 2010-2011 (România) DinamoRapidSportulSteaua Locația echipelor din București. | Capacitate: 8.200        |
|                            | BucureștiAstraBrașovCFRUniversitateaGaz MetanGloriaOțelulPanduriiTârgu MureșTimișoaraUrziceniUniversitateaVasluiVictoriaEchipele din București: · Dinamo · Rapid · Sportul · SteauaLiga I 2010-2011 (România) DinamoRapidSportulSteaua Locația echipelor din București. | BucureștiAstraBrașovCFRUniversitateaGaz MetanGloriaOțelulPanduriiTârgu MureșTimișoaraUrziceniUniversitateaVasluiVictoriaEchipele din București: · Dinamo · Rapid · Sportul · SteauaLiga I 2010-2011 (România) DinamoRapidSportulSteaua Locația echipelor din București. |                          |
| Universitatea Cluj         | Gaz Metan Mediaș | Gloria Bistrița | Unirea Urziceni          |
| Cetate                     | Gaz Metan | Gloria | Tineretului              |
| Capacitate: 8.000          | Capacitate: 7.814 | Capacitate: 7.800 | Capacitate: 7.000        |
|                            | | |                          |

1. ↑  Pandurii Târgu Jiu a fost mutată pe Stadionul Municipal din Drobeta-Turnu Severin începând cu etapa a XI-a deoarece Stadionul Tudor Vladimirescu din Târgu Jiu a fost în renovare.
2. ↑  Victoria Brănești a fost mutată pe Stadionul Municipal din Buzău până în etapa a XXIII-a și după pe Stadionul Concordia din Chiajna deoarece Stadionul Cătălin Hîldan din Brănești nu îndeplinea standardele pentru Liga I.
3. ↑  Capacitatea stadionului Giulești-Valentin Stănescu a fost redusă de la 19.100 la 11.704 din cauza degradării avansate a structurii de rezistență a peluzei sud.
4. ↑  Universitatea Cluj a fost mutată pe Stadionul Cetate din Alba Iulia până în etapa a XIX-a deoarece Cluj Arena a fost în construcție, și după mutată pe Stadionul Gaz Metan din Mediaș.
5. ↑  Gaz Metan Mediaș a fost mutată pe Stadionul Municipal din Sibiu până în etapa a X-a deoarece Stadionul Gaz Metan din Mediaș a fost în renovare.
6. ↑  Capaciatea Stadionului Cetate a fost redusă de la 18,000 la 8.000 din motive de securitate.

### Personal și statistici
Note: Steagurile indică echipa națională așa cum a fost definit în regulile de eligibilitate FIFA. Jucătorii și antrenorii pot deține mai mult de o naționalitate non-FIFA.
| Echipă                | Ultima promovare | Clasament 2009-10 | Antrenor (numire)        | Căpitan            | Sezoane în Liga I |
| --------------------- | ---------------- | ----------------- | ------------------------ | ------------------ | ----------------- |
| CFR Cluj              | 2004             | 1                 | Alin Minteuan (2010)     | Cadú               | 15                |
| Unirea Urziceni       | 2006             | 2                 | Marian Pană (2011)       | Epaminonda Nicu    | 4                 |
| FC Vaslui             | 2005             | 3                 | Viorel Hizo (2010)       | Gabriel Cânu       | 5                 |
| Steaua București      | 1947             | 4                 | Sorin Cârțu (2011)       | Ciprian Tătărușanu | 62                |
| Politehnica Timișoara | 2002             | 5                 | Dušan Uhrin, Jr. (2010)  | Dan Alexa          | 43                |
| Dinamo                | 1948             | 6                 | Ioan Andone (2010)       | Ionel Dănciulescu  | 61                |
| Rapid                 | 1990             | 7                 | Marian Rada (2010)       | Marcos António     | 62                |
| Oțelul                | 1991             | 8                 | Dorinel Munteanu (2009)  | Sergiu Costin      | 22                |
| FC Brașov             | 2008             | 9                 | António Conceição (2010) | Robert Ilyeș       | 41                |
| Gaz Metan             | 2008             | 10                | Cristian Pustai (2007)   | Cristian Todea     | 5                 |
| Gloria Bistrița       | 1990             | 11                | Nicolae Manea (2010)     | Călin Albuț        | 20                |
| FCU Craiova           | 2006             | 13                | Silviu Lung (2010)       | Andrei Prepeliță   | 18                |
| Astra Ploiești        | 2009             | 14                | Tibor Selymes (2011)     | Takayuki Seto      | 7                 |
| Pandurii              | 2005             | 15                | Petre Grigoraș (2010)    | Mihai Pintilii     | 5                 |
| Victoria Brănești     | 2010             | 1S1 (Liga a II-a) | Ciprian Urican (2011)    | Sergiu Bar         | 0                 |
| ASA Târgu Mureș       | 2010             | 1S2 (Liga a II-a) | Ioan Ovidiu Sabău (2010) | Florin Dan         | 0                 |
| Sportul Studențesc    | 2010             | 2S1 (Liga a II-a) | Gheorghe Mulțescu (2011) | Costin Curelea     | 34                |
| U Cluj                | 2010             | 2S2 (Liga a II-a) | Ionuț Badea (2010)       | Gabriel Boștină    | 51                |

Legendă culori
     CFR Cluj a participat în faza grupelor Ligii Campionilor 2010-2011
     Steaua București a participat în faza grupelor UEFA Europa League 2010-2011
     Dinamo București a participat în al treilea tur preliminar al UEFA Europa League 2010-2011, iar Timișoara, Urziceni și Vaslui în play-off, Urziceni trecând și prin al treilea tur preliminar al Ligii Campionilor 2010-2011
     Promovată din Liga a II-a 2009-2010

### Schimbări manageriale

#### Presezon
| Echipa                | Antrenorul demis  | Modalitatea de schimbare | Data plecării | Înlocuit cu           | Data numirii |
| --------------------- | ----------------- | ------------------------ | ------------- | --------------------- | ------------ |
| Astra Ploiești        | Marin Barbu       | reziliere                |               | Mihai Stoichiță       | 14.06.2010   |
| FC Brașov             | Viorel Moldovan   | final de contract        | 11.06.2010    | Daniel Isăilă         | 09.08.2010   |
| Dinamo București      | Cornel Țălnar     | restructurare            | 25.05.2010    | Ioan Andone           | 25.05.2010   |
| Gloria Bistrița       | Marius Șumudică   | demisie                  | 29.05.2010    | Laurențiu Reghecampf  | 03.06.2010   |
| Pandurii Târgu Jiu    | Marius Baciu      | demitere                 | 16.07.2010    | Ionuț Badea           | 19.07.2010   |
| Rapid București       | Ioan Andone       | final de contract        | 31.05.2010    | Marius Șumudică       | 12.06.2010   |
| Steaua București      | Mihai Stoichiță   | final de contract        | 22.05.2010    | Victor Pițurcă        | 21.05.2010   |
| FC Timișoara          | Ioan Ovidiu Sabău | demisie                  | 26.05.2010    | Vladimir Petrović     | 09.06.2010   |
| Universitatea Cluj    | Cristian Dulca    | demitere                 | 15.07.2010    | Marian Pană           | 15.07.2010   |
| Universitatea Craiova | Mark Wotte        | demitere                 | 03.05.2010    | Aurel Țicleanu        | 21.06.2010   |
| FC Vaslui             | Marius Lăcătuș    | demisie                  | 27.05.2010    | Juan Ramón López Caro | 15.06.2010   |

#### Sezon
| Echipa                | Antrenorul demis      | Modalitatea de schimbare | Data plecării | Înlocuit cu       | Data numirii |
| --------------------- | --------------------- | ------------------------ | ------------- | ----------------- | ------------ |
| Steaua București      | Victor Pițurcă        | demisie                  | 08.08.2010    | Ilie Dumitrescu   | 11.08.2010   |
| Unirea Urziceni       | Ronny Levy            | demisie                  | 21.08.2010    | Octavian Grigore  | 13.09.2010   |
| Universitatea Craiova | Aurel Țicleanu        | demitere                 | 21.08.2010    | Victor Pițurcă    | 26.08.2010   |
| Astra Ploiești        | Mihai Stoichiță       | demitere                 | 31.08.2010    | Tibor Selymes     | 06.09.2010   |
| FCM Târgu Mureș       | Adrian Falub          | demisie                  | 31.08.2010    | Ioan Ovidiu Sabău | 03.09.2010   |
| Sportul Studențesc    | Tibor Selymes         | transfer1                | 06.09.2010    | Viorel Moldovan   | 10.09.2010   |
| CFR Cluj              | Andrea Mandorlini     | demitere                 | 12.09.2010    | Sorin Cîrțu       | 13.09.2010   |
| FC Timișoara          | Vladimir Petrović     | transfer2                | 15.09.2010    | Cosmin Contra     | 15.09.2010   |
| Steaua București      | Ilie Dumitrescu       | demisie                  | 20.09.2010    | Eduard Iordănescu | 20.09.2010   |
| Steaua București      | Eduard Iordănescu     | demitere                 | 26.09.2010    | Marius Lăcătuș    | 26.09.2010   |
| Pandurii Târgu Jiu    | Ionuț Badea           | demitere                 | 02.10.2010    | Petre Grigoraș    | 05.10.2010   |
| FC Vaslui             | Juan Ramón López Caro | demisie                  | 09.10.2010    | Viorel Hizo       | 09.10.2010   |
| Gloria Bistrița       | Laurențiu Reghecampf  | demitere                 | 23.10.2010    | Nicolae Manea     | 23.10.2010   |
| Sportul Studențesc    | Viorel Moldovan       | demisie                  | 31.10.2010    | Florin Tene       | 26.11.2010   |
| Universitatea Cluj    | Marian Pană           | demisie                  | 07.11.2010    | Ionuț Badea       | 25.11.2010   |
| CFR Cluj              | Sorin Cîrțu           | demitere                 | 24.11.2010    | Alin Minteuan     | 24.11.2010   |
| FC Timișoara          | Cosmin Contra         | demitere                 | 04.12.2010    | Dušan Uhrin Jr.   | 13.12.2010   |
| FC Brașov             | Daniel Isăilă         | restructurare            | 18.12.2010    | António Conceição | 18.12.2010   |
| Unirea Urziceni       | Octavian Grigore      | demitere                 | 21.12.2010    | Marian Pană       | 18.02.2011   |
| Steaua București      | Marius Lăcătuș        | demisie                  | 07.03.2011    | Sorin Cîrțu       | 08.03.2011   |
| Steaua București      | Sorin Cîrțu           | demisie                  | 05.05.2011    | Cosmin Olăroiu    | 08.05.2011   |

1la Astra Ploiești
2la echipa națională de fotbal a Serbiei

## Clasament
| Loc | Echipă                | Pct. | MJ | V  | E  | Î  | GM | GP | DG  | Calificare sau retrogradare            |
| --- | --------------------- | ---- | -- | -- | -- | -- | -- | -- | --- | -------------------------------------- |
| 1.  | Oțelul (C)            | 70   | 34 | 21 | 7  | 6  | 46 | 25 | +21 | Liga Campionilor 2011-12 Faza grupelor |
| 2.  | Poli Timișoara (X)    | 66   | 34 | 17 | 15 | 2  | 63 | 38 | +25 | Exclusă                                |
| 3.  | FC Vaslui             | 65   | 34 | 18 | 11 | 5  | 51 | 28 | +23 | Liga Campionilor 2011-12 Turul III     |
| 4.  | Rapid                 | 59   | 34 | 16 | 11 | 7  | 43 | 22 | +21 | Europa League 2011-12 Play-off         |
| 5.  | Steaua București      | 57   | 34 | 16 | 9  | 9  | 44 | 27 | +17 | Europa League 2011-12 Play-off         |
| 6.  | Dinamo                | 56   | 34 | 16 | 8  | 10 | 68 | 52 | +16 | Europa League 2011-12 Turul III        |
| 7.  | Gaz Metan             | 55   | 34 | 14 | 13 | 7  | 41 | 32 | +9  | Europa League 2011-12 Turul II         |
| 8.  | U Cluj                | 47   | 34 | 13 | 8  | 13 | 48 | 54 | −6  |                                        |
| 9.  | ASA Târgu Mureș       | 45   | 34 | 12 | 9  | 13 | 34 | 41 | −7  |                                        |
| 10. | CFR Cluj              | 45   | 34 | 11 | 12 | 11 | 50 | 45 | +5  |                                        |
| 11. | Astra Ploiești        | 45   | 34 | 10 | 15 | 9  | 36 | 30 | +6  |                                        |
| 12. | FC Brașov             | 43   | 34 | 10 | 13 | 11 | 34 | 40 | −6  |                                        |
| 13. | Pandurii              | 37   | 34 | 9  | 10 | 15 | 36 | 46 | −10 |                                        |
| 14. | Gloria Bistrița (X)   | 35   | 34 | 8  | 11 | 15 | 34 | 49 | −15 | Exclusă                                |
| 15. | FCU Craiova (R)       | 30   | 34 | 7  | 9  | 18 | 35 | 48 | −13 | Retrogradare în Liga a II-a 2011-2012  |
| 16. | Victoria Brănești (R) | 25   | 34 | 5  | 10 | 19 | 35 | 61 | −26 | Retrogradare în Liga a II-a 2011-2012  |
| 17. | Unirea Urziceni (R)   | 25   | 34 | 6  | 7  | 21 | 23 | 63 | −40 | Retrogradare în Liga a II-a 2011-2012  |
| 18. | Sportul Studențesc    | 23   | 34 | 7  | 2  | 25 | 38 | 58 | −20 | Salvată de la retrogradare             |

1. ↑  Timișoara nu a primit licența pentru sezonul viitor din cauza datoriilor acumulate, drept urmare a fost exclusă din prima ligă și retrogradată în Liga a II-a.[3]
2. ↑  Steaua București va juca în play-off-ul UEFA Europa League 2011-2012 datorită câștigării Cupei României.
3. 1 2 3  TGM: 8 pct; CFR: 3 pct; AST: 3 pct. CFR: 4 GM; AST: 3 GM
4. 1 2  Gloria Bistrița nu a primit licența pentru sezonul viitor din cauza datoriilor acumulate, drept urmare a fost exclusă din campionat și retrogradată în Liga a II-a. Sportul Studențesc, ca singură echipă dintre cele retrogradate care deține o licență de Liga I, a fost astfel salvată de retrogradare.
5. 1 2  VIC 4-1 URZ; URZ 2-1 VIC

### Pozițiile pe etapă
| Etapă/ Echipă                | 1             | 2  | 3  | 4  | 5  | 6  | 7  | 8  | 9  | 10 | 11 | 12 | 13 | 14 | 15 | 16 | 17 | 18 | 19 | 20 | 21 | 22 | 23 | 24 | 25 | 26 | 27 | 28 | 29 | 30 | 31 | 32 | 33 | 34 |   |
| ---------------------------- | ------------- | -- | -- | -- | -- | -- | -- | -- | -- | -- | -- | -- | -- | -- | -- | -- | -- | -- | -- | -- | -- | -- | -- | -- | -- | -- | -- | -- | -- | -- | -- | -- | -- | -- | - |
| Etapă/ Echipă                | Oțelul Galați | 5  | 3  | 4  | 3  | 4  | 3  | 5  | 1  | 1  | 1  | 1  | 1  | 1  | 1  | 1  | 1  | 1  | 1  | 1  | 1  | 1  | 1  | 1  | 1  | 1  | 2  | 1  | 1  | 2  | 2  | 1  | 1  | 1  | 1 |
| Politehnica Timișoara        | 7             | 8  | 7  | 6  | 5  | 6  | 7  | 6  | 3  | 2  | 2  | 3  | 3  | 2  | 2  | 2  | 2  | 2  | 2  | 2  | 2  | 2  | 2  | 2  | 2  | 1  | 2  | 2  | 1  | 1  | 2  | 2  | 2  | 2  |   |
| Vaslui                       | 18            | 14 | 14 | 10 | 12 | 14 | 11 | 8  | 7  | 6  | 6  | 5  | 4  | 4  | 5  | 4  | 3  | 3  | 3  | 3  | 3  | 3  | 3  | 3  | 3  | 3  | 3  | 3  | 3  | 3  | 3  | 3  | 3  | 3  |   |
| Rapid București              | 1             | 5  | 6  | 9  | 6  | 5  | 2  | 2  | 2  | 3  | 3  | 2  | 2  | 3  | 3  | 3  | 4  | 4  | 4  | 4  | 5  | 7  | 4  | 4  | 4  | 6  | 5  | 5  | 6  | 6  | 4  | 4  | 4  | 4  |   |
| Steaua București             | 3             | 4  | 5  | 4  | 2  | 1  | 3  | 3  | 5  | 4  | 5  | 4  | 6  | 6  | 8  | 7  | 7  | 7  | 6  | 6  | 4  | 6  | 6  | 6  | 5  | 5  | 4  | 6  | 5  | 5  | 6  | 6  | 6  | 5  |   |
| Dinamo București             | 3             | 1  | 1  | 2  | 1  | 2  | 1  | 4  | 6  | 7  | 7  | 6  | 5  | 5  | 6  | 5  | 6  | 6  | 5  | 5  | 6  | 4  | 5  | 5  | 6  | 4  | 6  | 4  | 4  | 4  | 5  | 5  | 5  | 6  |   |
| Gaz Metan Mediaș             | 2             | 7  | 2  | 1  | 3  | 4  | 6  | 5  | 4  | 5  | 4  | 7  | 8  | 7  | 4  | 6  | 5  | 5  | 7  | 7  | 7  | 5  | 7  | 7  | 7  | 7  | 7  | 7  | 7  | 7  | 7  | 7  | 7  | 7  |   |
| Universitatea Cluj           | 14            | 17 | 17 | 12 | 8  | 7  | 4  | 7  | 8  | 8  | 10 | 10 | 9  | 10 | 10 | 11 | 11 | 14 | 11 | 14 | 13 | 13 | 13 | 11 | 11 | 10 | 10 | 10 | 11 | 10 | 10 | 10 | 11 | 8  |   |
| Târgu Mureș                  | 16            | 12 | 9  | 11 | 13 | 17 | 14 | 10 | 12 | 14 | 15 | 15 | 11 | 13 | 11 | 12 | 14 | 13 | 14 | 12 | 10 | 12 | 11 | 10 | 10 | 12 | 11 | 11 | 10 | 9  | 9  | 9  | 10 | 9  |   |
| CFR Cluj                     | 9             | 5  | 8  | 8  | 11 | 10 | 12 | 14 | 15 | 11 | 11 | 9  | 10 | 9  | 7  | 8  | 8  | 8  | 8  | 8  | 8  | 8  | 8  | 8  | 9  | 9  | 9  | 8  | 8  | 8  | 8  | 8  | 8  | 10 |   |
| Astra Ploiești               | 14            | 11 | 18 | 17 | 15 | 15 | 17 | 17 | 14 | 12 | 12 | 11 | 13 | 11 | 12 | 10 | 10 | 9  | 9  | 9  | 9  | 9  | 9  | 9  | 8  | 8  | 8  | 9  | 9  | 11 | 11 | 11 | 9  | 11 |   |
| Brașov                       | 5             | 2  | 3  | 5  | 7  | 9  | 8  | 9  | 10 | 13 | 14 | 14 | 14 | 16 | 14 | 16 | 13 | 12 | 10 | 10 | 11 | 11 | 10 | 12 | 13 | 13 | 13 | 12 | 12 | 12 | 12 | 12 | 12 | 12 |   |
| Pandurii Târgu Jiu           | 9             | 15 | 14 | 18 | 17 | 18 | 16 | 18 | 18 | 18 | 17 | 17 | 17 | 15 | 15 | 13 | 16 | 16 | 16 | 16 | 16 | 16 | 14 | 14 | 14 | 14 | 12 | 13 | 13 | 13 | 13 | 13 | 13 | 13 |   |
| Gloria Bistrița              | 7             | 9  | 13 | 7  | 10 | 8  | 10 | 11 | 13 | 15 | 16 | 16 | 12 | 14 | 17 | 15 | 12 | 11 | 12 | 11 | 12 | 10 | 12 | 13 | 12 | 11 | 14 | 14 | 14 | 14 | 14 | 14 | 14 | 14 |   |
| FC U Craiova                 | 9             | 12 | 16 | 15 | 14 | 11 | 15 | 16 | 11 | 9  | 8  | 8  | 7  | 8  | 9  | 9  | 9  | 10 | 13 | 13 | 14 | 14 | 15 | 15 | 15 | 15 | 15 | 15 | 15 | 15 | 15 | 15 | 15 | 15 |   |
| Victoria Brănești            | 13            | 17 | 11 | 13 | 16 | 16 | 18 | 13 | 16 | 16 | 13 | 13 | 16 | 12 | 13 | 14 | 15 | 15 | 15 | 15 | 15 | 15 | 16 | 16 | 16 | 16 | 16 | 16 | 16 | 16 | 17 | 17 | 17 | 16 |   |
| Unirea Urziceni              | 9             | 10 | 12 | 16 | 18 | 12 | 9  | 12 | 9  | 10 | 10 | 12 | 15 | 17 | 16 | 17 | 17 | 17 | 17 | 17 | 17 | 17 | 17 | 17 | 17 | 17 | 17 | 17 | 17 | 17 | 16 | 16 | 16 | 17 |   |
| Sportul Studențesc București | 16            | 16 | 10 | 14 | 9  | 13 | 13 | 15 | 17 | 17 | 18 | 18 | 18 | 18 | 18 | 18 | 18 | 18 | 18 | 18 | 18 | 18 | 18 | 18 | 18 | 18 | 18 | 18 | 18 | 18 | 18 | 18 | 18 | 18 |   |

| Câștigătorii Ligii I, ediția 2010/2011 |
| -------------------------------------- |
| FC Oțelul Galați Primul Titlu          |

## Rezultate
| Acasă \ Deplasare[1] | AST | BRA | CFR | DIN | GAZ | GLO | OȚE  | PAN | RAP | SPO | STE | TGM | TIM | URZ | UCJ | UCV | VAS | VIC |
| Astra                |     | 3–0 | 1–1 | 1–2 | 0–2 | 1–0 | 0–1  | 2–0 | 0–1 | 1–0 | 1–0 | 0–0 | 1–1 | 1–0 | 2–0 | 2–2 | 1–1 | 2–0 |
| Brașov               | 0–3 |     | 2–2 | 2–2 | 0–0 | 0–1 | 1–0  | 3–2 | 2–0 | 2–0 | 1–1 | 1–1 | 0–0 | 1–1 | 3–1 | 0–3 | 1–1 | 1–0 |
| CFR Cluj             | 2–2 | 4–0 |     | 1–0 | 1–1 | 2–2 | 0–1  | 2–1 | 0–1 | 2–0 | 1–3 | 1–2 | 1–2 | 3–0 | 1–1 | 2–1 | 1–1 | 2–0 |
| Dinamo               | 2–2 | 2–1 | 1–2 |     | 3–2 | 3–0 | 1–2  | 2–2 | 3–2 | 5–3 | 2–1 | 4–1 | 0–0 | 3–1 | 3–4 | 2–2 | 1–2 | 3–1 |
| Gaz Metan            | 0–0 | 0–0 | 3–2 | 2–1 |     | 2–1 | 0–2  | 2–0 | 0–1 | 3–0 | 0–0 | 0–0 | 2–2 | 2–0 | 3–1 | 1–0 | 0–0 | 2–2 |
| Gloria               | 1–1 | 0–0 | 0–3 | 0–2 | 0–0 |     | 0–0  | 3–0 | 3–2 | 1–0 | 1–0 | 3–1 | 3–3 | 0–0 | 2–4 | 1–1 | 1–1 | 1–0 |
| Oțelul               | 2–1 | 1–0 | 1–1 | 3–3 | 2–2 | 2–1 |      | 2–0 | 1–0 | 1–0 | 1–0 | 1–0 | 2–1 | 4–1 | 3–0 | 2–1 | 0–0 | 1–1 |
| Pandurii             | 1–0 | 2–1 | 2–1 | 2–2 | 0–0 | 0–0 | 0–3* |     | 0–1 | 1–0 | 1–1 | 4–1 | 0–1 | 0–0 | 2–0 | 3–1 | 0–1 | 4–2 |
| Rapid                | 3–0 | 1–0 | 2–0 | 0–0 | 2–1 | 2–0 | 0–0  | 1–1 |     | 0–1 | 0–0 | 1–1 | 3–2 | 1–0 | 3–0 | 0–0 | 2–0 | 7–1 |
| Sportul              | 0–1 | 1–2 | 3–0 | 0–1 | 0–1 | 4–2 | 0–1  | 2–1 | 0–2 |     | 1–2 | 1–2 | 2–3 | 5–1 | 2–0 | 3–0 | 0–1 | 2–2 |
| Steaua               | 1–1 | 0–3 | 2–2 | 0–1 | 0–1 | 3–1 | 1–0  | 2–0 | 0–1 | 4–2 |     | 1–0 | 1–1 | 5–0 | 3–0 | 2–1 | 1–1 | 2–1 |
| Târgu Mureș          | 1–0 | 0–1 | 0–0 | 2–6 | 1–0 | 2–0 | 1–0  | 1–0 | 1–0 | 4–1 | 0–1 |     | 2–3 | 1–0 | 0–2 | 1–4 | 0–2 | 4–0 |
| Poli Timișoara       | 2–2 | 2–0 | 3–2 | 4–1 | 3–1 | 2–2 | 2–0  | 2–2 | 2–1 | 2–1 | 0–0 | 0–0 |     | 3–1 | 2–2 | 4–0 | 2–1 | 2–1 |
| Unirea               | 0–3 | 1–1 | 1–3 | 1–0 | 0–1 | 1–0 | 0–3  | 1–1 | 0–0 | 2–1 | 1–0 | 0–1 | 1–1 |     | 0–1 | 1–2 | 2–1 | 2–1 |
| Universitatea Cluj   | 1–0 | 1–1 | 1–1 | 2–1 | 2–2 | 2–1 | 2–1  | 1–1 | 1–2 | 1–0 | 1–2 | 1–1 | 1–2 | 4–2 |     | 3–0 | 1–1 | 2–3 |
| Univ. Craiova        | 1–1 | 1–2 | 0–0 | 0–2 | 1–2 | 1–2 | 0–1  | 0–2 | 1–1 | 1–0 | 0–1 | 2–1 | 1–1 | 3–0 | 3–0 |     | 0–1 | 1–1 |
| Vaslui               | 0–0 | 2–1 | 5–3 | 2–0 | 3–0 | 1–0 | 4–0  | 3–1 | 1–1 | 4–2 | 0–3 | 1–1 | 1–1 | 2–0 | 2–0 | 2–1 |     | 1–0 |
| Victoria             | 1–1 | 1–1 | 1–1 | 2–4 | 2–3 | 2–0 | 1–2  | 2–0 | 0–0 | 1–1 | 0–1 | 0–0 | 0–2 | 4–1 | 0–2 | 1–0 | 1–3 |     |

Sursa: LPF
1Echipa gazdă este listată în coloana din stânga.
Culori: Albastru = gazda e câștigătoare; Galben = egal; Roșu = oaspeții sunt câștigători.

## Statistici

### Marcatori
| Loc | Marcator          | Club               | Goluri |
| --- | ----------------- | ------------------ | ------ |
| 1   | Ianis Zicu        | FC Timișoara       | 18     |
| 2   | Eric Pereira      | Gaz Metan Mediaș   | 15     |
| 3   | Wesley            | FC Vaslui          | 14     |
| 4   | Bogdan Stancu     | Steaua București   | 13     |
| 4   | Claudiu Niculescu | Universitatea Cluj | 13     |